# Nemacystus
Nemacystus ist eine Braunalgen-Gattung aus der Familie der Chordariaceae.

## Beschreibung
Nemacystus ist eine sehr homogene Gattung. Ihre Arten unterscheiden sich nur in subtilen morphologischen Aspekten wie Farbe, Verzweigung, Dimensionen und Form der peripheren Fäden oder Wuchsform allgemein.
Der bis zu 30 Zentimeter lange, fadenförmige und stielrunde Thallus wächst aufrecht und verzweigt sich wechselständig oder unregelmäßig dichotom. Er ist knorpelig mit einer schlüpfrigen Oberfläche, aus zwei Schichten (Medulla und Cortex) zusammengesetzt und braun gefärbt, bei manchen Arten auch leicht grünlich. Ein kleines scheibenförmiges Haftorgan hält ihn am Substrat. Die Markschicht (Medulla) ist eine monopodiale Zentralachse mit einer kuppelförmigen Scheitelzelle. Die pseudoparenchymatische Cortex ist bis zu fünf Zellen dick, wobei die Zellengröße nach außen hin abnimmt. Den äußeren Corticalzellen entspringen Paraphysen. Die peripherischen Fäden können sich zu vielfächrigen Zoosporangien umbilden oder einfächrige Zoosporangien entwickeln.
Die einfächrigen (unilokulären) Sporangien sind ei- bis birnenförmig; die vielfächrigen (plurilokulären) Sporangien sind fadenförmig und in einer Reihe angeordnet. Die Vermehrung findet entweder direkt über Zoosporen aus den vielfächrigen Sporangien statt, die sich zu Plethysmothalli entwickeln, oder diplohaplontisch über bewegliche Meiosporen aus den einfächrigen Sporangien, die sich zu diözischen mikroskopischen Gametophyten entwickeln.

## Verbreitung
Die Verbreitung von Nemacystus erstreckt sich über tropische und warmgemäßigte Gewässer weltweit. Vier Arten kommen im Atlantik vor. In Japan wird Nemacystus decipiens auch kommerziell kultiviert.
Nemacystus wächst üblicherweise epiphytisch, oft auf Golftangen (Sargassum).

## Systematik
Diese Gattung umfasst acht Arten:
- Nemacystus brandegeei (Setchell & N.L.Gardner) Kylin: nordamerikanische Pazifikküste[9]
- Nemacystus decipiens (Suringar) Kuckuck
- Nemacystus erythraeus (J.Agardh) Sauvageau
- Nemacystus flexuosus (C.Agardh) Kylin
- Nemacystus hispanicus (Sauvageau) Kylin
- Nemacystus howei (W.R.Taylor) Kylin: Atlantikküste Nord- bis Südamerikas sowie Bermuda[9] und Kanarische Inseln[10]

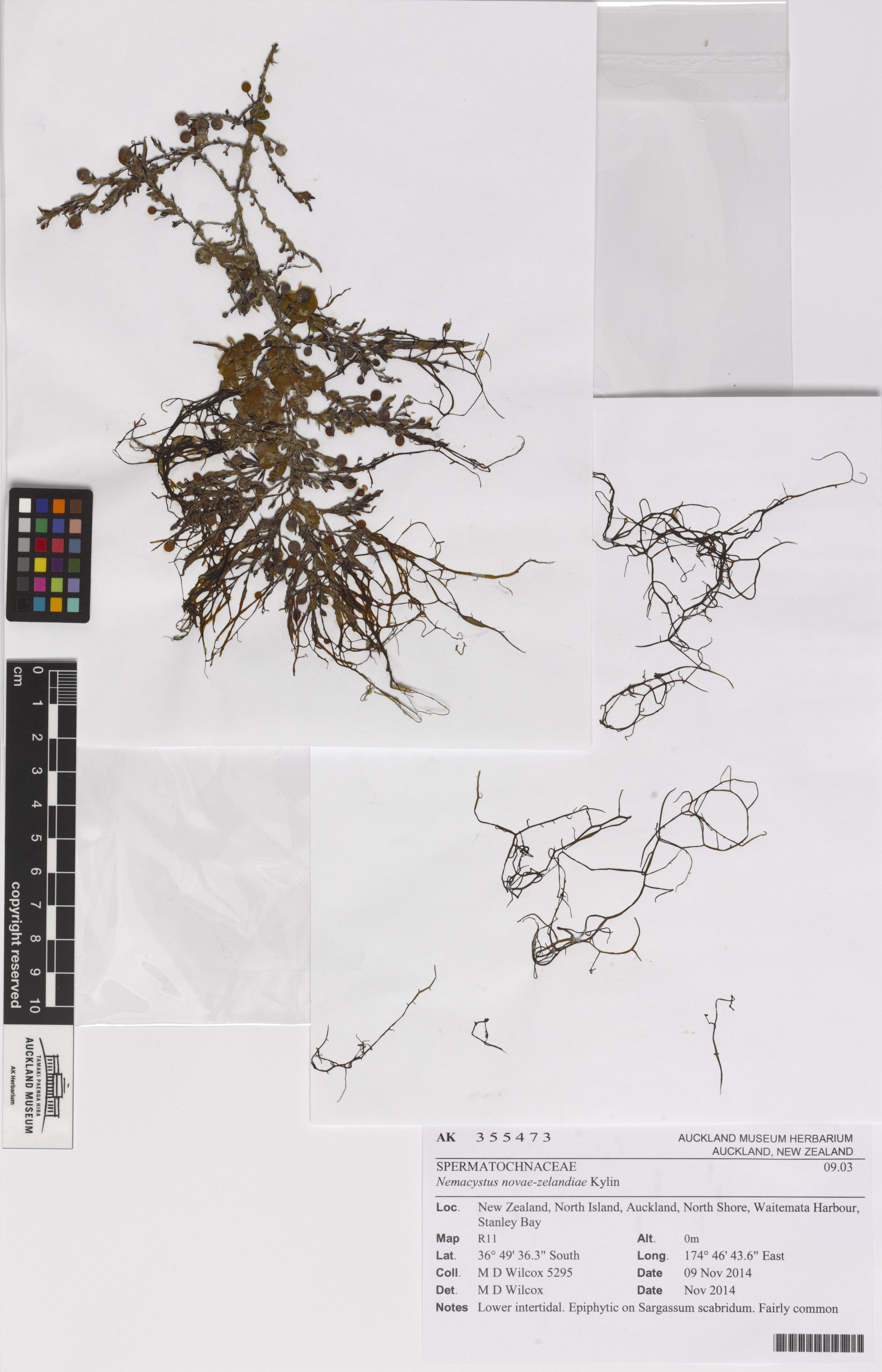
Nemacystus novae-zelandiae

- Nemacystus novae-zelandiae Kylin: Australien, Neuseeland und Osterinsel[11]
- Nemacystus subsimplex Kylin

Nemacystus divaricatus gilt inzwischen als Synonym von Sphaerotrichia divaricata, Nemacystus posidoniae als Synonym von Cladosiphon posidoniae und Nemacystus ramulosus als Synonym von Nemacystus erythraeus.

## Forschungsgeschichte
Erstbeschrieben wurde die Gattung Nemacystus 1850 durch August Alphonse Derbès und Antoine Joseph Jean Solier mit Nemacystus ramulosus (= Nemacystus erythraeus) als Typus.
Meneghiniella Setchell & N.L. Gardner (1924) gilt inzwischen als Synonym von Nemacystus.

## Verwendung
Nicht alle Nemacystus-Arten werden von Menschen genutzt. Nemacystus decipiens wird in der japanischen Küche als Itomozuku bezeichnet und als Salat oder Vorspeise serviert.